# جیانلوئیجی رووتا
جیانلوئیجی رووتا (انگلیسی: Gianluigi Roveta؛ زادهٔ ۲۱ مهٔ ۱۹۴۷) بازیکن فوتبال اهل ایتالیا است.
از باشگاه‌هایی که در آن بازی کرده‌است می‌توان به باشگاه فوتبال یوونتوس و باشگاه فوتبال نووارا اشاره کرد.